# José Pinheiro de Azevedo
José Baptista Pinheiro Azevedo OA • ComA • GCL (Nossa Senhora dos Remédios, Luanda, 5 de junho de 1917 – São Vicente de Fora, Lisboa, 10 de agosto de 1983) foi um oficial da Marinha e político português. Foi primeiro-ministro de Portugal do VI Governo Provisório.

## Biografia
Pinheiro de Azevedo nasceu a 5 de junho de 1917, na freguesia de Nossa Senhora dos Remédios, em Luanda, então uma província ultramarina de Portugal, filho de pais de confissão judaica - o comerciante Eduardo de Almeida Azevedo, natural de Viseu, e Albertina Baptista Pinheiro Azevedo, doméstica, natural de Braga. Era irmão do escritor Eduardo Baptista Pinheiro de Azevedo, consequentemente tio-avô materno de Bruno de Carvalho, ex-presidente do Sporting.
Entrou na Escola Naval em 1 de outubro de 1934, e foi promovido a oficial em 1937. Foi professor de Astronomia e Navegação na Escola Naval e lecionou no Curso de Capitães da Escola Náutica Infante D. Henrique. Colaborou em livros técnicos, sobre Trigonometria, Meteorologia e Navegação.
A 15 de julho de 1942, casou civilmente em Lisboa com Maria Susana da Costa Ribeiro Rodrigues (Santa Justa, Lisboa, 28 de janeiro de 1910 – Lisboa, 22 de abril de 1987), doméstica, filha de Eugénio Pereira Rodrigues, então subinspetor do Banco Nacional Ultramarino, e de Júlia Costa Ribeiro, doméstica, ambos naturais de Lisboa (ele da freguesia da Conceição Nova e ela da freguesia do Sacramento). A 30 de dezembro de 1967, os dois casaram catolicamente, na igreja da Cova da Piedade, em Almada.
Integrou o Movimento de Unidade Democrática e foi apoiante das candidaturas de José Norton de Matos, Manuel Quintão Meireles e Humberto Delgado. Serviu na Guerra Colonial, tendo sido encarregado da defesa marítima de Angola.
Liderou a defesa marítima de Santo António do Zaire, em Angola, e de 1968 a 1971, exerceu a função de adido naval à Embaixada de Portugal em Londres. A partir de 1970, foi promovido a capitão-de-mar-e-guerra, e, em 1972, tornou-se comandante dos Fuzileiros Navais. Depois da Revolução de 25 de Abril de 1974, foi nomeado para a Junta de Salvação Nacional, tendo sido promovido a chefe do Estado-Maior três dias depois.
Empenhado na democratização do país durante o Processo Revolucionário em Curso (PREC), assumiu funções como primeiro-ministro do VI Governo Provisório desde 29 de agosto de 1975. nessa função, Pinheiro de Azevedo queixou-se de ter sido sequestrado e de todos os ataques feitos pelas alas mais radicais da revolução. Por isso chegou a suspender a actividade do governo, junto do Presidente da República Costa Gomes, facto inédito num governo. Contribuiu, igualmente, para a derrota do "gonçalvismo", e defendeu a normalização da vida nacional. Em 23 de Junho de 1976, sofre um ataque cardíaco e foi substituído interinamente, entre 23 de junho e 23 de julho de 1976, por Vasco Almeida e Costa, ministro da Administração Interna.
Pinheiro de Azevedo foi candidato a Presidente da República, sem apoios partidários, nas presidenciais de 1976, realizadas em 27 de junho de 1976, nas quais alcançou cerca de 14% dos votos.
Um ano depois tornou-se presidente do Partido da Democracia Cristã, fundado por José Sanches Osório, cargo em que permaneceu até à sua morte.
Pinheiro de Azevedo morreu vítima de enfarte agudo do miocárdio, no Hospital da Marinha, freguesia de São Vicente de Fora, em Lisboa, a 10 de agosto de 1983. Foi sepultado no Cemitério do Alto de São João.
Ficou conhecido como o Almirante sem Medo.

## Eleições presidenciais de 1976
Resultados eleitorais das eleições presidenciais de 27 de junho de 1976
| Candidato                 | votos     | %    |
| António Ramalho Eanes     | 2 967 137 | 62 % |
| Otelo Saraiva de Carvalho | 792 760   | 16 % |
| José Pinheiro de Azevedo  | 692 147   | 14 % |
| Octávio Pato              | 365 586   | 8 %  |

## Citações
- É só fumaça!…[11] A discursar num comício no Terreiro do Paço em 10 de novembro de 1975, quando uma bomba de gás lacrimogéneo rebentou junto ao Ministério da Justiça, na esquina da Rua do Ouro.
- Fui sequestrado. Já duas vezes. Não gosto de ser sequestrado. É uma coisa que me chateia. (…) Eh pá, agora vou almoçar! 13 de novembro de 1975, quando as tropas do COPCON – Comando Operacional do Continente, libertaram os deputados do parlamento, pois uma manifestação do movimento operário mantivera-os fechados durante toda a noite.[12]
- O povo é sereno. O povo é sereno.[11]

## Homenagens
- A 8 de março de 1954 foi feito Oficial da Ordem Militar de Avis.[13]
- A 5 de julho de 1963 foi elevado a Comendador da Ordem Militar de Avis.[13]
- A 1 de outubro de 1985 foi agraciado, a título póstumo, com a Grã-Cruz da Ordem da Liberdade.[13]
- Uma rua da freguesia de Santa Maria recebeu o nome de Rua Almirante Pinheiro de Azevedo, numa sessão da Câmara Municipal de Lagos de 4 de outubro de 1996.[1]
- A 16 de setembro de 2016, foi inaugurada a Rotunda Almirante Pinheiro de Azevedo, situada na freguesia de Santa Clara, em Lisboa.[14]

## Polémicas
Foi acusado pelo famoso ex-agente da CIA e escritor Oswald LeWinter de, em conjunto com Francisco da Costa Gomes, ter ajudado a enviar armas para o Irão.